# Elephant and Castle
Elephant and Castle (Elefante y Castillo) es un cruce de calles que da nombre a la zona del distrito londinense de Southwark, en el sur de Londres, Inglaterra. El nombre también se refiere, de manera informal, a gran parte de Walworth y Newington, debido a la proximidad de la estación de metro con el mismo nombre.

## Descripción
Conocido como 'The Elephant,' está formado por las intersecciones de calles principales conectadas por un camino corto llamado Elephant and Castle, que parte de la A3. Entre estas intersecciones, en el lado oriental, está el Elephant and Castle Shopping Centre, con un edificio de oficinas llamado Hannibal House en la parte superior. Al norte de este, limitando con Newington Causeway y New Kent Road hay un gran bloque residencial llamado Metro Central Heights. Y también el bloque residencial Estrata de 43 plantas se encuentra justo al sur del centro comercial en Walworth Road. 
Elephant and Castle ha sustituido en gran medida el nombre original de la zona, que anteriormente era conocida como Newington.
Recibe el tráfico procedente de las intersecciones de la ruta que vienen desde el sudeste de Inglaterra a lo largo de la A2 - llamadas aquí New Kent Road y Old Kent Road - y las que van hacia el sur de Inglaterra en la A3, así como también reparte el tráfico hacia el West End a través de St George's Road, y la City de Londres a través de London Road y Newington Causeway, en la intersección norte. Newington Butts y Walworth Road se unen a la intersección del sur. Todo el sistema de unión forma parte del Anillo Interno de Circunvalación de Londres y son parte del límite de la zona de carga de congestión de Londres.
En el centro de la intersección esta el Michael Faraday Memorial, una gran caja de acero inoxidable construida en honor de Michael Faraday, quien nació cerca de allí. La estructura también contiene una subestación eléctrica de la línea Northern Line del Metro de Londres. Las líneas de visión de este monumento son oscurecidas por vallas publicitarias iluminadas en los pórticos.
Famosos exresidentes de la zona incluyen a los actores Charlie Chaplin y Michael Caine, que nacieron y crecieron en la zona, además del músico electrónico Aphex Twin.
La zona tiene dos estaciones de metro (las Northern Line y Bakerloo), así como también la National Rail Station, ambas servidas por los Trenes del sudeste (Kentish Town - Sevenoaks vía Catford) y el First Capital Connect (Thameslink, circuito suburbano a Sutton y Wimbledon). Otros edificios locales incluyen Skipton House (que alberga al Departamento de Salud), Perronet House (edificio de viviendas propiedad del Southwark Council), una gran parte del campus de la London South Bank University, el London College of Communication, el club nocturno Ministry of Sound, y la Iglesia Metropolitan Tabernacle. El Museo Cuming también está cerca.

## Historia
Conocida en el pasado como Newington (Newington Butts y Newington Causeway son dos de las principales vías de la zona), en la época medieval fue una sencilla zona rural de Surrey, del señorío de Walworth. Aparece en el Libro Domesday como perteneciente al arzobispo de Canterbury, cuyos ingresos de rentas y diezmos suplían a los monjes de Christ Church Canterbury con su ropa; una "iglesia" también se menciona. La parroquia era llamada St Mary, Newington. La iglesia estuvo en el sitio que hoy ocupa el actual Leisure Centre, al lado de la Iglesia Metropolitan Tabernacle. El primer registro por nombre data de 1222.
En mayo de 1557, William Morant, Stephen Gratwick y un hombre llamado King (conocidos como los Mártires de Southwark) fueron quemados en la hoguera en St. George en el sitio de la actual Metropolitan Tabernacle durante la Persecuciones Marianas.
La iglesia de St Mary fue reconstruida en 1720, sin embargo, esta no tuvo mucha duración como su predecesora y fue reemplazada por completo en 1790, con un diseño de Francis Hurlbatt. En un lapso de cien años esta también fue demolida, pero se decidió que la construcción que la reemplazara fuese reubicada en otro lugar dentro de la parroquia, y se escogió un lugar en Kennington Park Road. La nueva iglesia estuvo lista en 1876. Este edificio fue destruido en 1940 por los bombardeos alemanes durante la Segunda Guerra Mundial. Los restos de la torre y un arco fueron incorporados en el diseño moderno que la reemplazó en 1958. El espacio abierto en el “Leisure Centre” todavía se conoce como St Mary's Churchyard, y el estrecho paseo peatonal en la parte sur es conocido como Churchyard Row.
Otras instituciones fueron creadas aquí. Hay registros de un hospital antes de las reconstrucciones. En 1601 el Gremio de Pescaderías construyó el Hospital de St Peter, y así también hospicios en el sitio del actual London College of Communication. Este se expandió y sobrevivió hasta 1850, cuando fue movido a Wandsworth. La compañía Drapers Livery en el año 1640 creó el hospicio Walters en el sitio que ahora ocupa la intersección sur, dando al edificio de junto su nombre Draper House. Los hospicios fueron trasladados a Brandon Street en la década de 1960 como parte de las reconstrucciones principales.
En el siglo XIX el afamado predicador bautista Charles Spurgeon construyó su Iglesia llamada “Metropolitan Tabernacle” en la zona. Esta fue bombardeada durante la Segunda Guerra Mundial, pero fue luego reconstruida y sigue en pie hasta hoy.
El área fue uno de los objetivos principales de las incursiones aéreas alemanas en Londres el 10 de mayo de 1941 y sufrió graves incendios durante la misma.
En “Elephant and Castle” se encuentra el London College of Communication, anteriormente conocido como The London College of Printing, una universidad de renombre internacional. La estructura actual fue construida durante la remodelación de la zona en la década de 1960.

## Nombre

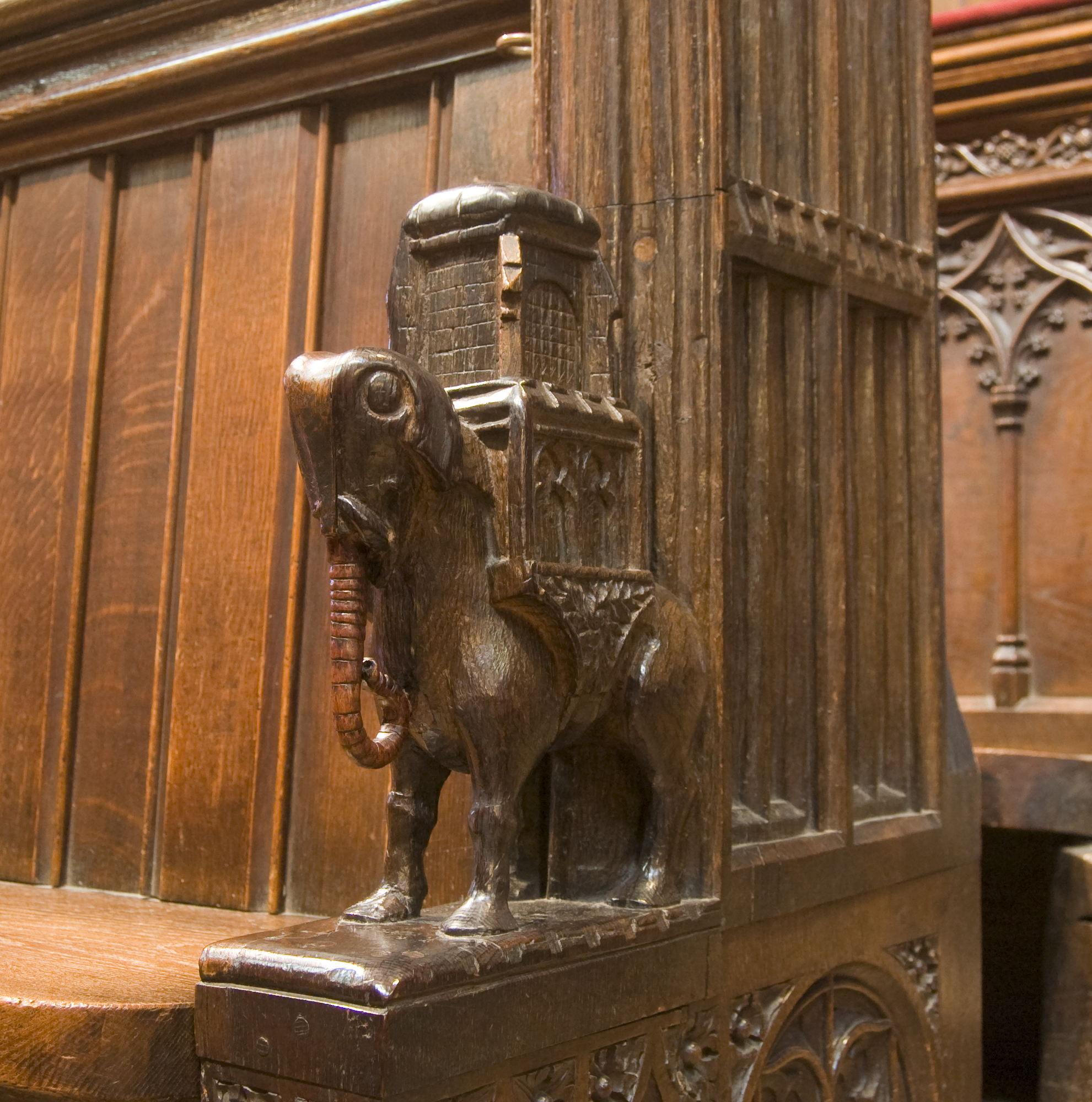
El "elefante y el castillo", miniatura tallada en madera del en la Catedral de Chester.

El nombre «Elephant and Castle» parece derivar de una posada así llamada que había en el sitio alrededor de 1760. El registro más antiguo conservado de este nombre en relación con la zona se encuentra en el Libro de la Corte Leet del señorío de Walworth.[cita requerida] Según registros, este tribunal local se reunió en el «Elephant and Castle, Newington» el 21 de marzo de 1765. 
Anteriormente, el área fue ocupada por herreros y cuchilleros. El escudo de armas del Gremio de Cuchilleros muestra a un elefante con un castillo (en realidad un carruaje howdah) en su parte posterior, que a su vez se usó debido a la utilización de marfil de elefante en los mangos de los cuchillos.
Newington es uno de los nombres de lugares más comunes en Inglaterra, y desde 1750 el área se hizo más importante así como también su nombre informal (“Elephant and Castle”), a raíz del pub ubicado en este cruce. El edificio en el que se encontraba la posada fue reconstruido en 1816 y nuevamente en 1898. El pub Elephant & Castle, situado en la confluencia de New Kent Road y Newington Causeway, desapareció en la remodelación integral de la zona que se llevó a cabo en la década de 1960.

### Infanta de Castilla
Otra teoría es que el término «Elephant and Castle» es una corrupción de «Infanta de Castilla», que puede referirse a cualquiera de una serie de princesas españolas vinculadas a la historia inglesa como Leonor de Castilla, Catalina de Aragón, y María, la hija de Felipe III de España. La aparición en Inglaterra del motivo ornamental de un elefante con un castillo a cuestas parece remontarse al medievo tardío, pudiendo encontrarse ejemplos tallados en madera en la catedral de Chester y en la Catedral de Ripon.

## Transporte
La zona adquirió una importancia cada vez mayor después de la creación del puente de Westminster en 1751 y las mejoras en el puente de Londres en el mismo período. Esto requirió de vías derivadas para conectarlas a través del sur al uno y otro lado como también hacia las rutas principales que llevan al sur y sureste de la costa. Estas mejoras en los caminos (Great Dover Street, puente de Westminster, New Kent Road, St George's Road y Borough Road) conectaron las antiguas vías Kennington Road y Old Kent Road para facilitar el tráfico. En 1769, el nuevo puente de Blackfriars fue conectado a este sistema en lo que hoy es el cruce llamado St George's Circus y Blackfriars Road (originalmente Great Surrey Road) y para la unión de Elephant and Castle con el nuevo London Road.
Como resultado de estas mejoras, la zona se convirtió en una parte urbanizada de la metrópoli durante los últimos períodos georgiano y victoriano. El ferrocarril llegó en 1863 y en 1890 el primer nivel de la línea del metro, que ahora forma parte de la Northern Line. El ramal del metro en la zona de la Bakerloo Line fue terminado en 1904. La población de clase media y de clase trabajadora aumentó; los primeros se asentaron en las vías principales y los últimos en las calles detrás de estos. Sin embargo, el área declino socialmente en el lado de Walworth. Tanto las líneas del metro Bakerloo Line y Northern Line son accesibles desde la estación de Elephant and Castle. La estación de trenes Elephant and Castle es servida tanto por la línea First Capital Connect y la Southeastern con los servicios de trenes desde la estación de Blackfriars, así también los viajes hacia destinos en Kent y el sur de Londres, incluyendo la Sutton Loop Line.

## Compras y ocio

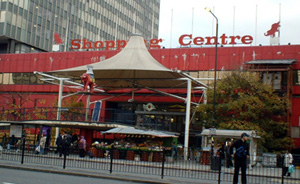
El Centro Comercial

El área se convirtió en una próspera zona comercial, conocida como "el Piccadilly del sur de Londres", con sus propios grandes almacenes (William Tarn y Co) y muchas otras tiendas más pequeñas. 
En 1930, fue construido el Teatro y Cine de Variedades “Trocadero”, con un edificio monumental de estilo neo-gótico, con más de 3000 asientos y equipado con el órgano Wurlitzer más grande de Europa, construido en la esquina norte de la New Kent Road (ahora hay una placa conmemorativa del edificio develada por Denis Norden en 2008, que había trabajado allí en su juventud). Este fue reemplazado en 1966 por un cine más pequeño, el Odeón, que se derrumbó en 1988.
En 1932 otro cine abrió cruzando la misma calle, conocido hasta hoy como “Coronet”. El lugar ahora es usado mayormente como un club nocturno y sala de conciertos. En su momento tuvo asientos para más de 2000 personas, y en realidad era una versión art-deco del teatro “Elephant and Castle”. El teatro fue abierto en 1879 en el sitio del Teatro “Royal”, que fue de corta duración (construido en 1872 y se incendió seis años más tarde). El edificio fue reconstruido en 1882 y nuevamente en 1902.
El mayor desarrollo urbano de la década de 1960 consistió en la reconstrucción posguerra dirigidos hacia un mayor plan urbano metropolitano. Gran parte de este trabajo se trataba de reconstrucciones de las propiedades destruidas por el bombardeo enemigo en la Segunda Guerra Mundial, y dieron lugar a algunas de las estructuras antes mencionadas. El Alexander Fleming House (1959), originalmente un grupo de edificios de oficinas del gobierno y ahora un complejo residencial conocido como Metro Central Heights, es un buen ejemplo de la obra del arquitecto moderno húngaro Ernö Goldfinger.
El famoso centro comercial, diseñado por los arquitectos Boissenvain & Osmond, para el Grupo Willets, fue inaugurado en marzo de 1965. Este fue el primer centro comercial cubierto en Europa con 120 tiendas en tres niveles y dos plantas subterráneas de aparcamiento. En el folleto de venta, de 1963, Willets decía ser la "empresa más grande y ambiciosa de compras que alguna vez se emprendiera en Londres". En la planificación del diseño y la visión del edificio presentaba un enfoque totalmente nuevo para el comercio minorista, establecimiento un estándar en los años sesenta que revolucionaría el concepto de compras en todo el Reino Unido. Sin embargo, cuando se abrió, las restricciones presupuestarias significaron que las proporciones y acabados del edificio tuvieran que ser reducidas llegando sólo a 29 de un máximo posible de 120 tiendas comerciales. Uno de los diversos planes que se llevaron a cabo para tratar de levantar el proyecto incluyó el pintado del edificio de un color rosa brillante.
Recientemente el área ha ganado una reputación por el éxito que ha tenido en agrupar comercios de diversidad étnica. La proximidad de la zona al centro de la ciudad ha hecho que un cierto grado de aburguesamiento haya tenido lugar. Esto se puede ver en el aumento de restaurantes de alta calidad en el área. Hay muchos lugares populares de reunión de Colombia, incluyendo "La Bodeguita" y "Distriandina". Los restaurantes locales, como el chino el Dragon Castle, han sido elogiados por la crítica, y The Lobster Pot ha aparecido entre los 10 mejores de la guía Harden.